# Krajów (Krotoszyce)

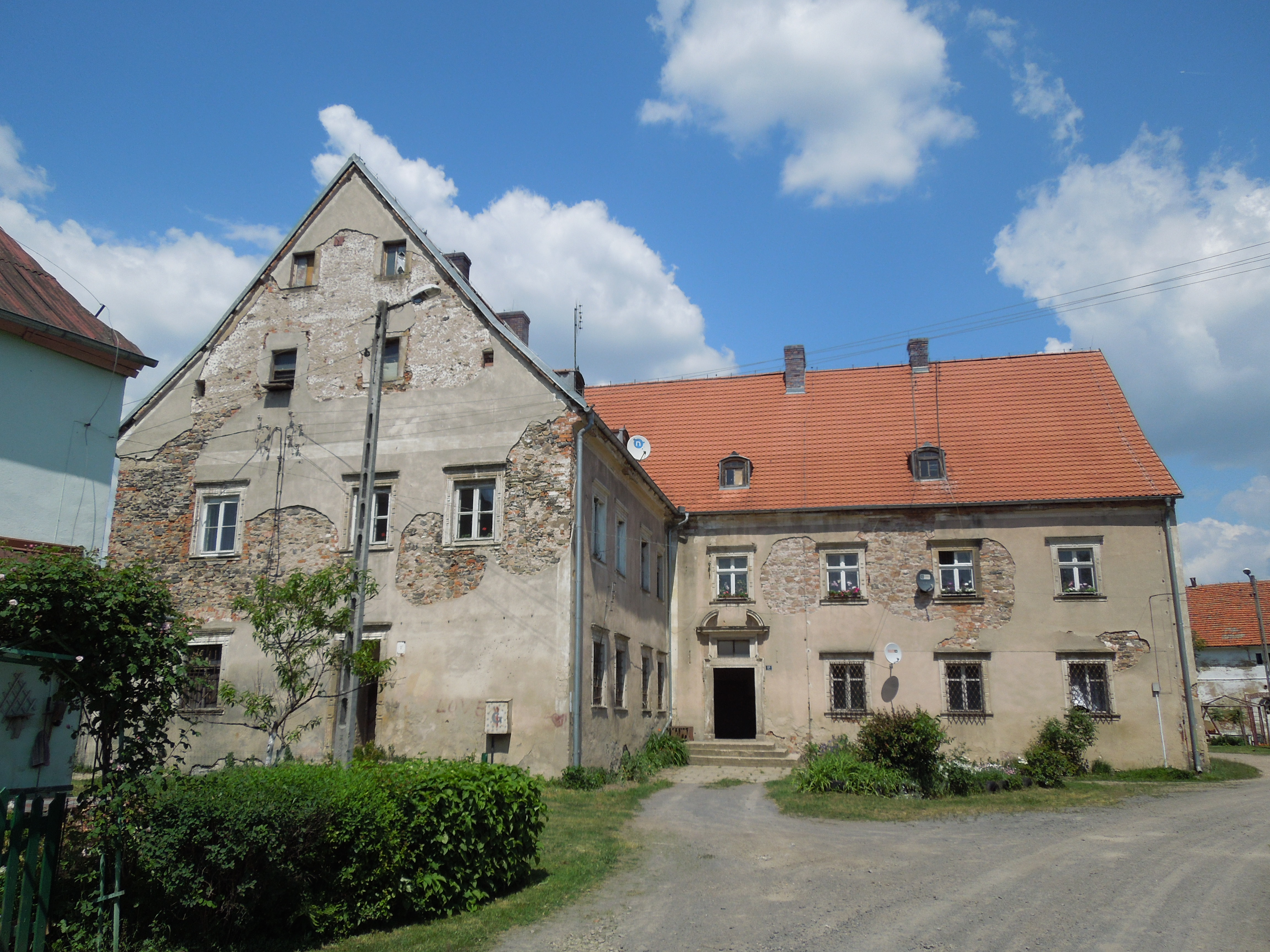
Herrenhaus (2012)

Krajów (bis 1945 deutsch: Krayn, bis 1913 Crayn, auch Crain) ist ein Ort an der Wütenden Neiße in der Landgemeinde Krotoszyce im Powiat Legnicki der Woiwodschaft Niederschlesien in Polen.

## Geographische Lage

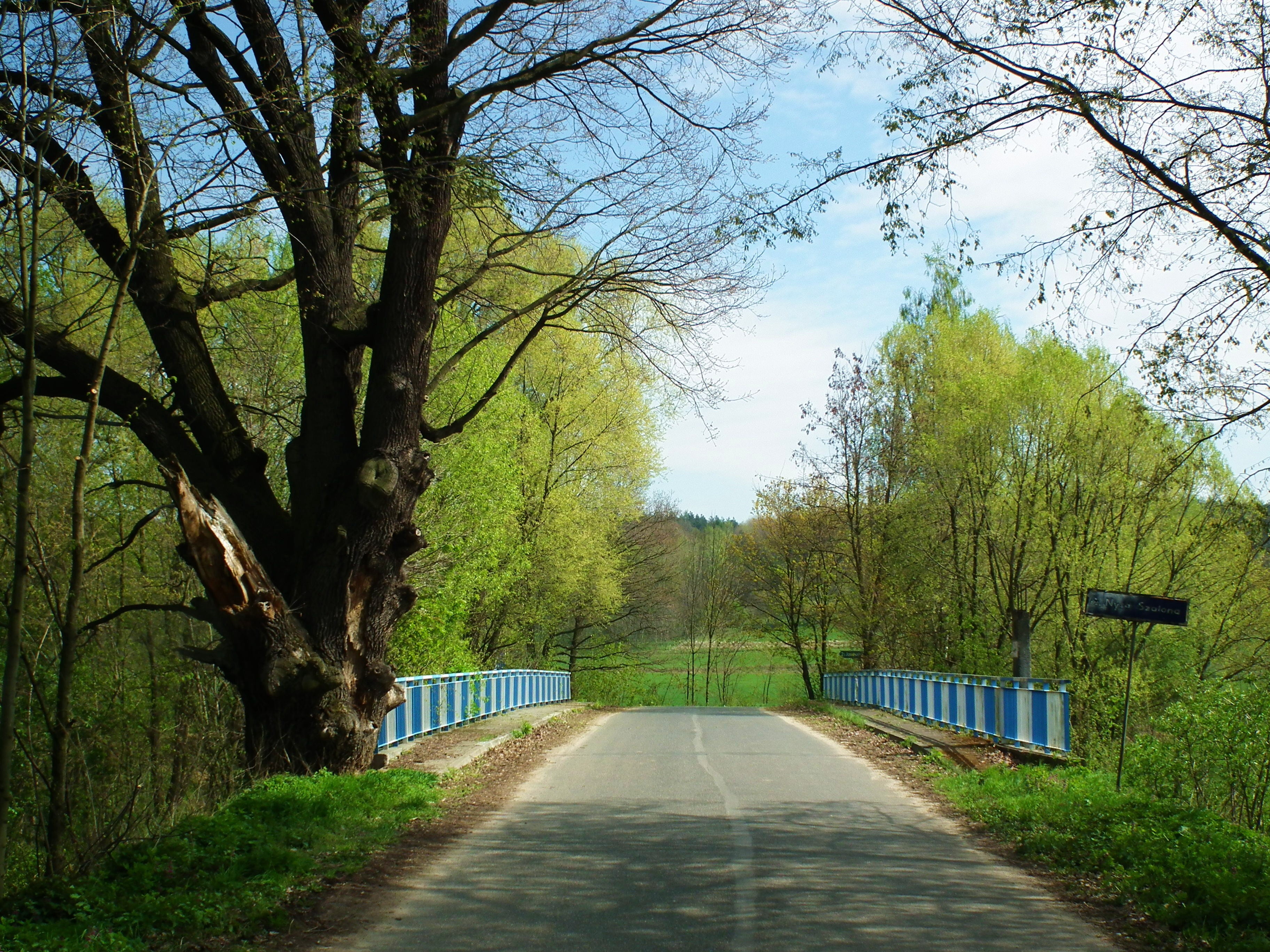
Brücke über die Wütende Neiße bei Krajów

Krajów liegt zwischen den Städten Legnica (Liegnitz) im Nordosten, Złotoryja (Goldberg) im Westen und Jawor (Jauer) im Südosten rund zweieinhalb km südlich von Krotoszyce. Über Krotoszyze und Wilczyce (Wildschütz) sind es 14 km nach Legnica; nach Złotoryja sind es etwa 10 km und nach Jawor sind 15 km. Das Dorf besteht aus zwei Ortsteilen, dem ehemaligen Ober-Crayn und dem etwa 500 m östlich gelegenen ehemaligen Nieder-Crayn mit dem einstigen Herrenhaus und Rittergut.
Nachbarorte sind Krotoszyce im Norden, Łaźniki zweieinhalb km im Westen, Sichówek zwei km im Süden und Winnica (Weinberg) etwa eineinhalb km im Südosten.

## Ortsname
Der Ort wird als „Craiouve“ im Jahre 1175 erstmals urkundlich erwähnt und erscheint in späteren, oft in lateinischer Sprache verfassten Dokumenten unter den latinisierten Namen „Craiovo“ und „Craevo“ (1202), „Crajeuo“ (1203), „Kraievo“ (1217, 1218), „Craiov“ (1220) und „Creyova“ (1228). 1316 wird das Dorf als „Crajov“ und „Craicov“ bezeichnet, 1369 als „Crayow“. Ab dem frühen 15. Jahrhundert ist der Ortsname dann eingedeutscht: „Cray“ (1418), „Crain“ (1616), „Crayn“ (1789) und „Krayn“ (1830). Unmittelbar nach dem Ende des Zweiten Weltkriegs hieß er dann „Krajowo“ und „Krajewo“, bis die heutige Schreibweise eingeführt wurde.

## Geschichte
In Dokumenten aus den Jahren 1175 und 1201 wird das Eigentum von Krajow den seit 1163 in Schlesien wirkenden Zisterziensern zugeschrieben, die im Jahre 1175 die Gründungsurkunde für ihr Kloster Leubus erhielten und darin von Herzog Boleslaw dem Langen mit Grundbesitz und zahlreichen Privilegien im Raum Liegnitz ausgestattet wurden. Ein erster Hof in Krajów soll im 12. Jahrhundert einem Ritter namens Dirsikrawa gehört haben, und dessen Söhne schenkten ihn 1175 dem Kloster Leubus. Dieses verkaufte ihn im Jahre 1230 an den späteren Herzog Heinrich den Frommen. Spätere Besitzer bis in die zweite Hälfte des 16. Jahrhunderts sind nur bruchstückweise überliefert, so der „lange Ryme“ (1369), der das Gut von „Thamme Rymberg“ gekauft hatte, und „Heyneman Ryme von Craye“ (1470).
Gegen Ende des 16. Jahrhunderts kaufte Georg von Schweinitz auf Kauder (1546–1596), Sohn und Erbe des Georg Swentz auf Liebenau († 1567), das Gut Crain, und bis 1945 blieb der Ort im Besitz von Mitgliedern seiner Familie. Der Zweig Crain des Hauses Schweinitz erhielt am 13. September 1748 von König Friedrich dem Großen die preußische Grafenwürde.
Georg von Schweinitz ließ sich bald nach dem Erwerb des Guts ein Schloss im Stil der Renaissance bauen. Dieses Schloss der Herren und späteren Grafen von Schweinitz zu Crayn wurde um 1700 für die Brüder Georg Hermann, Landoberrichter, und Hans von Schweinitz, Obrist, erheblich erweitert und mit neuem Ziegeldach versehen; eine in Stein gemeißelte Inschrift über dem Portal zeugt davon. Der aus Ziegeln und Bruchstein errichtete und verputzte, zweistöckige Bau mit seinem steilen Satteldach war ursprünglich wohl lediglich einflügelig, wie aus der Länge des Nordflügels (27,5 × 12,5 m Grundfläche) und der Lage des Portals mittig an dessen Südseite im Winkel der beiden Flügel geschlossen werden kann. Der im Westen im rechten Winkel nach Süden angebaute Flügel ist mit hofseitig 11 m Länge der kürzere – um 4 m bzw. die Breite des Portalabschnitts hofseitig kürzer als der Nordflügel.
Am 24. Januar 1874 wurden der bis dahin selbständige Gutsbezirk Crayn und die Landgemeinde Crayn (gemeinsam mit den Landgemeinden Bellwitzhof, Kroitsch, Schlauphof, Weinberg und Wildschütz und den Gutsbezirken Bellwitzhof, Kroitsch und Schlauphof) zum neugebildeten Amtsbezirk Kroitsch zusammengefasst. Am 30. September 1928 wurde der Gutsbezirk Krayn aufgelöst und in die Landgemeinde Krayn eingegliedert, die wiederum am 1. April 1935 gemäß der Deutschen Gemeindeordnung vom 30. Januar 1935 in Gemeinde Krayn umbenannt wurde. Bis zum Ende des Krieges 1945 gehörte Krayn zum Amtsbezirk Kroitsch.
Als Folge des Zweiten Weltkriegs fiel Krayn 1945 mit dem größten Teil Schlesiens an Polen. Nachfolgend wurde es in Krajów umbenannt. Die deutsche Bevölkerung wurde, soweit sie nicht schon vorher geflohen war, weitgehend vertrieben. Die neu angesiedelten Bewohner waren teilweise Zwangsumgesiedelte aus Ostpolen, das an die Sowjetunion gefallen war.

## Sehenswürdigkeiten
Das Schloss wurde in der Endphase des Zweiten Weltkrieges erheblich beschädigt. Nach 1945 wurde es von den polnischen Behörden zu einem Państwowe gospodarstwo rolne (Staatlicher landwirtschaftlicher Betrieb) umgewandelt und diente als Wohnkaserne für Landarbeiterfamilien. Das heute nicht mehr vorhandene steinerne Allianzwappen über dem Portal wurde wahrscheinlich bereits damals abgeschlagen. Am 31. Juli 1960 wurde das inzwischen ziemlich heruntergekommene Schloss unter der Nummer A/2991/701 in das Register der unbeweglichen Denkmäler in der Woiwodschaft Niederschlesien eingetragen. Der dazugehörige Park wurde mit der Nummer A/2992/482/L am 22. September 1976 ebenfalls in das Register aufgenommen. 1964 wurde eine erste Instandsetzung durchgeführt. Im Zuge der Auflösung der PGRs ab Oktober 1991 kam das alte Schloss in den Besitz der Staatlichen Agentur für landwirtschaftliches Eigentum des Finanzministeriums (Agencja Własności Rolnej Skarbu Państwa – AWRSP), die im Juli 2003 durch die Agentur für landwirtschaftliches Eigentum (Agencję Nieruchomości Rolnych – ANR) ersetzt wurde. Wem das Gebäude und die im Osten und Südosten des ehemaligen Gutshofs befindlichen weitläufigen Ställe und Scheunen seit der Auflösung der ANR am 1. September 2017 gehören, ist unklar.

### Einwohner
- 1840: 342[15]
- 1910: 171
- 1933: 229[16]
- 1939: 247[17][18]
- 2011: 150

### Schlacht an der Katzbach 1813

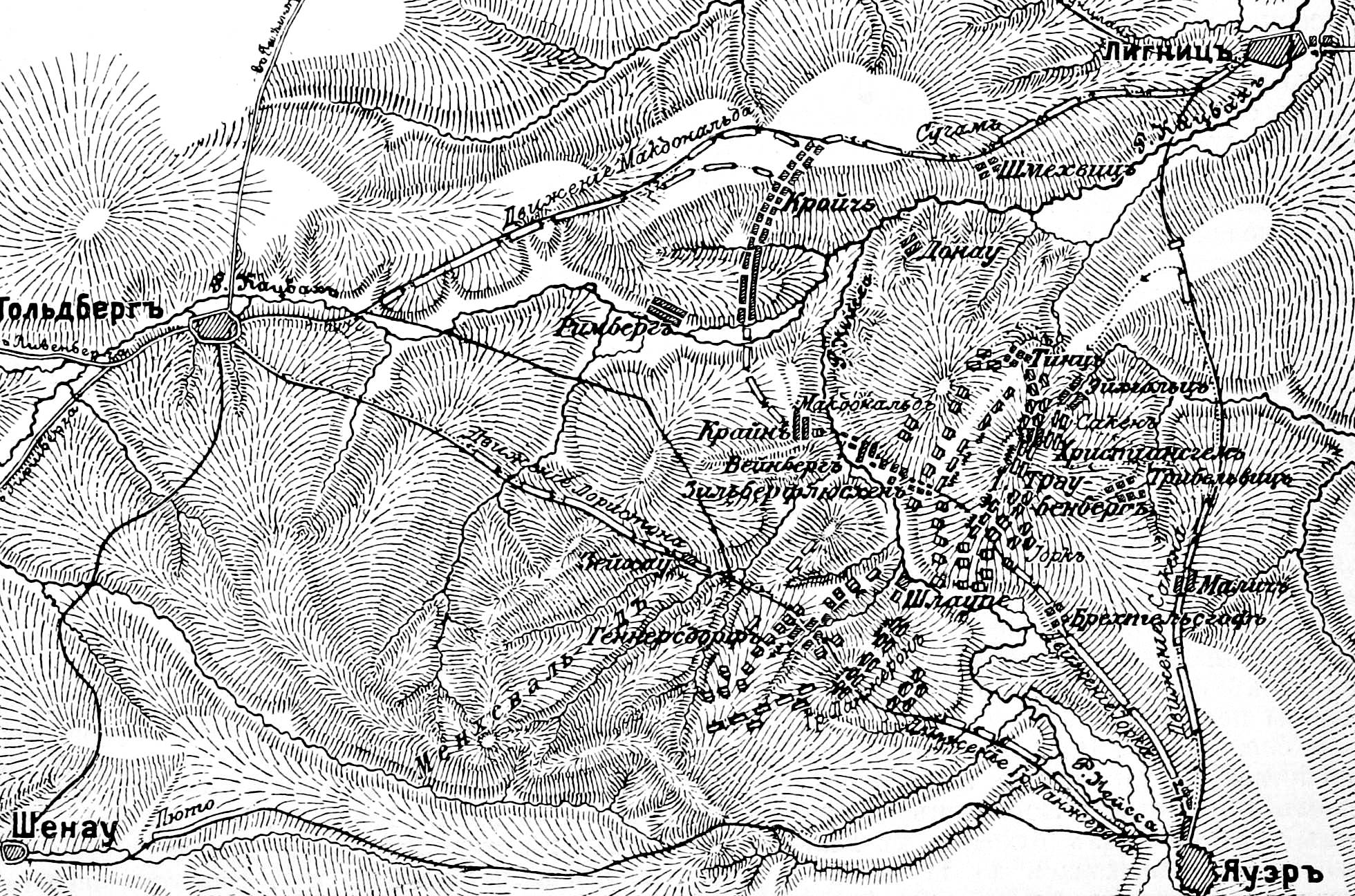
Russische Karte der Schlacht an der Katzbach (Liegnitz rechts oben, Jauer rechts unten, Goldberg am linken Kartenrand, Krayn in der Mitte)

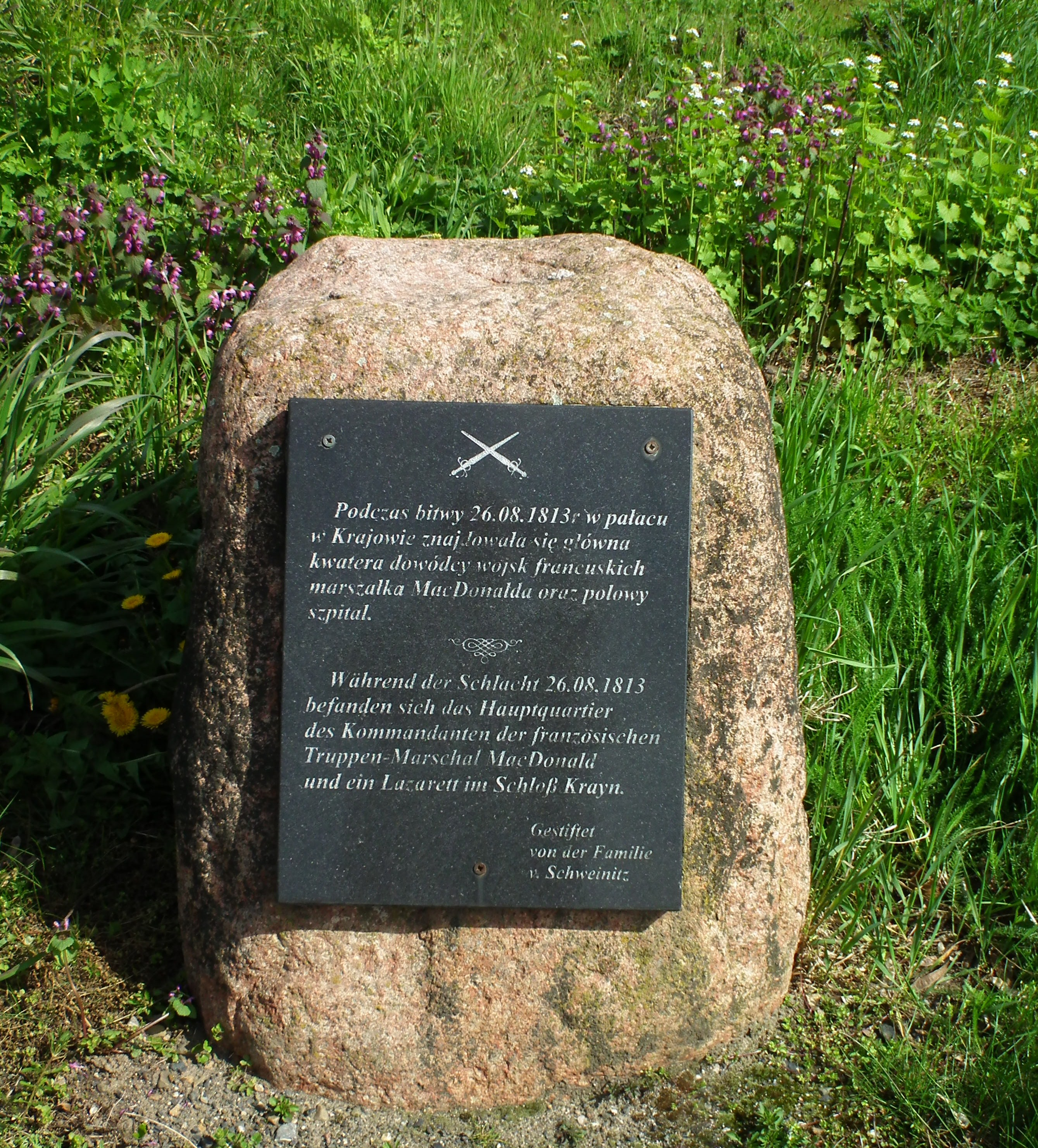
Hinweistafel: “Während der Schlacht 26. 08. 1813 befanden sich das Hauptquartier des Kommandanten der französischen Truppen – Marschall MacDonald und ein Lazarett im Schloß Krayn.”

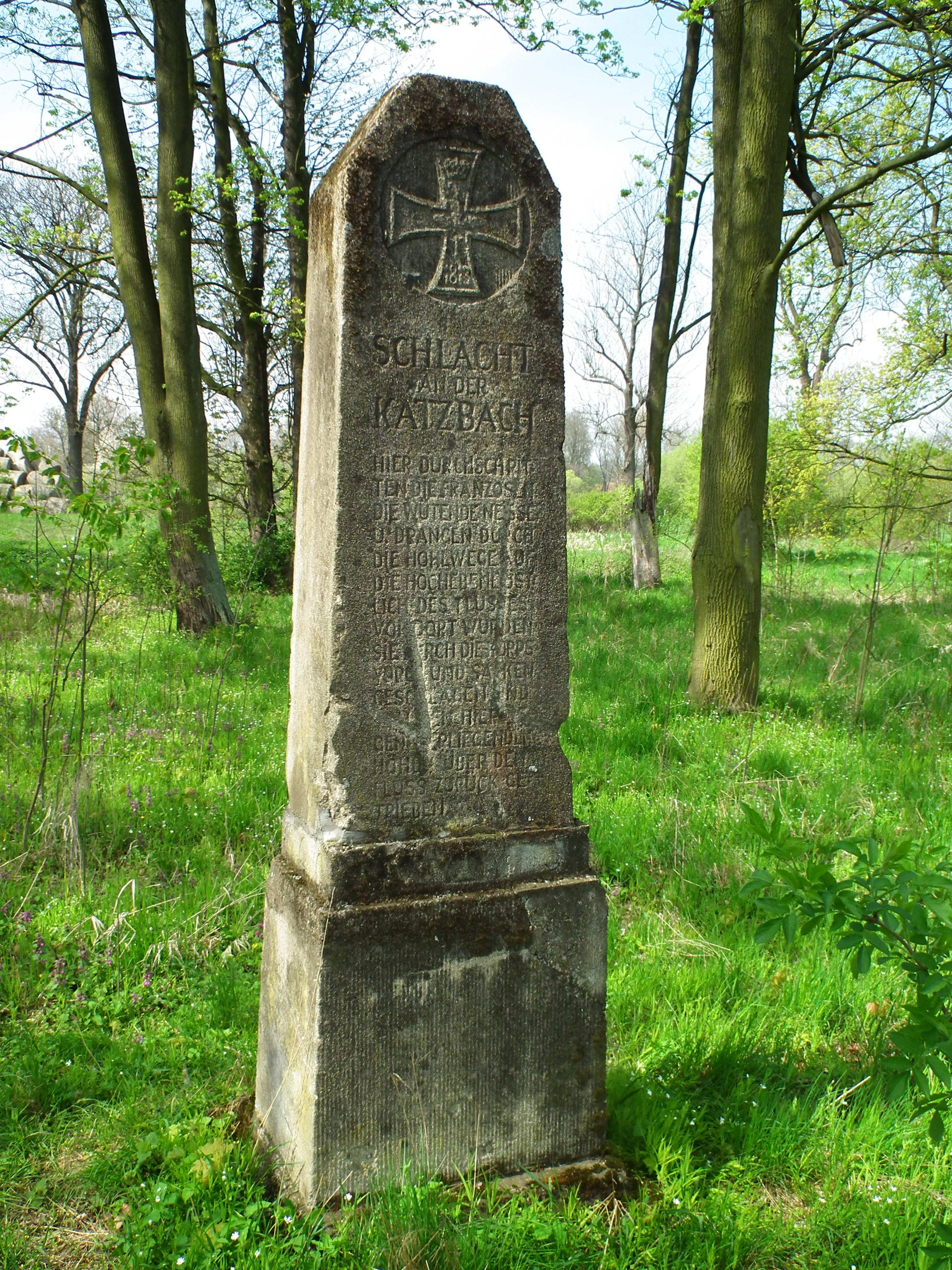
Denkmal Katzbachschlacht, Übergang der Franzosen über die Wütende Neiße, ehe sie wieder zurückgeschlagen wurden und viele von ihnen dabei im Hochwasser führenden Fluss ertranken

Während der Schlacht an der Katzbach – die eigentlich eine Schlacht an der Wütenden Neiße war – am 26. August 1813 nutzte der französische Oberkommandierende, Marschall Jacques MacDonald, das Schloss in Nieder-Crayn als sein Stabsquartier und die Wirtschaftsgebäude des Guts als Feldlazarett. Vor der Umrandungsmauer an der Einfahrt zum Schlossgrundstück, an der Hauptstraße, befindet sich ein Gedenkstein mit eingelassener Schrifttafel, die daran erinnert.
Teile der französischen Infanterie und Kavallerie überquerten am Morgen des 26. August die Wütenden Neiße auf der Brücke in Nieder-Crayn und rückten auf dem rechten, östlichen Ufer des Flusses bis auf eine ungefähre Linie von Nieder- und Ober-Weinberg und dem Gut Schlauphof im Südwesten bis Eichholz und Klein-Tinz im Nordosten vor. Als diese Truppen am Nachmittag unter der Wucht des preußischen und russischen Gegenangriffs zurück in das Tal der Wütenden Neiße flüchteten, kam es bei der Brücke in Nieder-Crayn zu chaotischem Gedränge. Der Fluss führte wegen andauernder Regenfälle reißendes und weit über seine Ufer tretendes Hochwasser, und viele der Flüchtenden ertranken oder fielen bei der Brücke oder am Flussufer den nachdrängenden preußischen und russischen Kavalleristen und preußischen Landwehrsoldaten zum Opfer. Ein Denkmal am Ostufer des Flusses nahe der Brücke erinnert daran.